# 科尼利厄斯·A·史密斯
科尼利厄斯·A·史密斯（1937年4月7日—），一译科尼柳斯·史密斯，第十任巴哈馬總督。

## 生平
科尼利厄斯·A·史密斯曾在2008年担任驻美大使。他还是巴哈马交通和航空部长。2018年，他宣誓就任副总督。